# Minanga serrata
Minanga serrata är en stekelart som beskrevs av Cameron 1906. Minanga serrata ingår i släktet Minanga och familjen bracksteklar. Inga underarter finns listade i Catalogue of Life.